# 4887 Takihiroi
4887 Takihiroi је астероид главног астероидног појаса чија средња удаљеност од Сунца износи 2,919 астрономских јединица (АЈ).
Апсолутна магнитуда астероида је 13,4.